# Liste des distinctions d'Orange Is the New Black
Cette page contient les récompenses et nominations de la série Orange Is the New Black
| Logo original de la série         |    |     |
| Score des lauréats et nominations |    |     |
| Total                             | 38 | 140 |
| Références                        |    |     |

## Honorary awards
| Année | Award                   | Catégorie                  | Résultat | Réf |
| ----- | ----------------------- | -------------------------- | -------- | --- |
| 2013  | Peabody Award           | Area of Excellence         | Lauréat  | ,   |
| 2013  | American Film Institute | Top 10 Television Programs | Lauréat  |     |
| 2014  | American Film Institute | Top 10 Television Programs | Lauréat  |     |

## Major awards

### British Academy Television Awards
| Année | Award                        | Pour                                                      | Résultat   | Réf   |
| ----- | ---------------------------- | --------------------------------------------------------- | ---------- | ----- |
| 2015  | Best International Programme | - Jenji Kohan - Lisa I.Vinnecour - Sara Hess - Sian Heder | Nomination | [ 3 ] |

### Critics' Choice Television Awards
| Année | Award                                    | Pour               | Résultat   | Réf   |
| ----- | ---------------------------------------- | ------------------ | ---------- | ----- |
| 2014  | Meilleure série comique                  |                    | Lauréat    | [ 4 ] |
| 2014  | Meilleure actrice dans un second rôle    | Kate Mulgrew       | Lauréat    | [ 4 ] |
| 2014  | Meilleure actrice dans un second rôle    | Laverne Cox        | Nomination | [ 4 ] |
| 2014  | Meilleur invité dans une série télévisée | Uzo Aduba          | Lauréat    | [ 4 ] |
| 2015  | Meilleure série dramatique               |                    | Nomination | [ 5 ] |
| 2015  | Meilleure actrice dans un second rôle    | Lorraine Toussaint | Lauréat    | [ 5 ] |

### Golden Globe Awards
| Année | Award                                                | Pour             | Résultat   | Réf   |
| ----- | ---------------------------------------------------- | ---------------- | ---------- | ----- |
| 2014  | Meilleure actrice dans une série dramatique          | Taylor Schilling | Nomination | ,     |
| 2015  | Meilleure série musicale ou comique                  |                  | Nomination | [ 8 ] |
| 2015  | Meilleure actrice dans une série musicale ou comique | Taylor Schilling | Nomination | [ 8 ] |
| 2015  | Meilleure actrice dans un second rôle                | Uzo Aduba        | Nomination | [ 8 ] |
| 2016  | Meilleure série musicale ou comique                  |                  | Nomination | [ 9 ] |
| 2016  | Meilleure actrice dans un second rôle                | Uzo Aduba        | Nomination | [ 9 ] |

### Grammy Awards
| Année | Award                    | Pour                                         | Résultat   | Réf    |
| ----- | ------------------------ | -------------------------------------------- | ---------- | ------ |
| 2014  | Meilleure chanson écrite | Regina Spektor pour le titre You've Got Time | Nomination | [ 10 ] |

### Primetime Emmy Awards
| Année | Award                                 | Pour                     | Résultat   | Réf    |
| ----- | ------------------------------------- | ------------------------ | ---------- | ------ |
| 2014  | Meilleure série télévisée             |                          | Nomination | ,      |
| 2014  | Meilleure actrice                     | Taylor Schilling         | Nomination | ,      |
| 2014  | Meilleure actrice dans un second rôle | Kate Mulgrew             | Nomination | ,      |
| 2014  | Meilleure réalisation                 | Jodie Foster             | Nomination | ,      |
| 2014  | Meilleur scénario                     | Liz Friedman Jenji Kohan | Nomination | ,      |
| 2015  | Meilleure série télévisée dramatique  |                          | Nomination | [ 13 ] |
| 2015  | Meilleure actrice dans un second rôle | Uzo Aduba                | Lauréat    | [ 13 ] |

#### Primetime Creative Arts Emmy Awards
| Année | Award                                   | Pour             | Épisode                       | Résultat   | Réf    |
| ----- | --------------------------------------- | ---------------- | ----------------------------- | ---------- | ------ |
| 2014  | Meilleure actrice invitée               | Uzo Aduba        | Traitement de faveur refusé   | Lauréat    |        |
| 2014  | Meilleure actrice invitée               | Laverne Cox      | Traitement de faveur refusé   | Nomination |        |
| 2014  | Meilleure actrice invitée               | Natasha Lyonne   | Le Conseil                    | Nomination |        |
| 2014  | Meilleur casting                        | Jennifer Euston  |                               | Lauréat    |        |
| 2014  | Meilleur montage pour une série comique | William Turro    | La Boulette                   | Lauréat    |        |
| 2014  | Meilleur montage pour une série comique | Shannon Mitchell | Costaud mais sensible         | Nomination |        |
| 2014  | Meilleur montage pour une série comique | Michael S. Stern | Folle un jour, folle toujours | Nomination |        |
| 2015  | Meilleur acteur dans un second rôle     | Pablo Schreiber  | Ivre de liberté               | Nomination | [ 14 ] |
| 2015  | Meilleur casting                        | Jennifer Euston  |                               | Nomination | [ 14 ] |
| 2016  | Meilleur casting                        | Jennifer Euston  |                               | Nomination |        |

### Satellite Awards
| Année | Award                                    | Pour             | Résultat   | Réf    |
| ----- | ---------------------------------------- | ---------------- | ---------- | ------ |
| 2014  | Meilleure série                          |                  | Lauréat    | ,      |
| 2014  | Meilleure actrice dans une série comique | Taylor Schilling | Lauréat    | ,      |
| 2014  | Meilleure actrice dans un second rôle    | Laura Prepon     | Lauréat    | ,      |
| 2014  | Meilleure actrice dans un second rôle    | Uzo Aduba        | Nomination | ,      |
| 2015  | Meilleure série                          |                  | Nomination | ,      |
| 2015  | Meilleure actrice dans une série comique | Taylor Schilling | Nomination | ,      |
| 2016  | Meilleure actrice dans une série comique | Taylor Schilling | Lauréat    | [ 20 ] |
| 2017  | Meilleure série                          |                  | Nomination | [ 21 ] |
| 2017  | Meilleure actrice dans une série comique | Taylor Schilling | Lauréat    | [ 21 ] |

### TCA Awards
| Année | Award                    | Pour    | Résultat   | Réf    |
| ----- | ------------------------ | ------- | ---------- | ------ |
| 2014  | Série de l'année         |         | Nomination | [ 22 ] |
| 2014  | Meilleure nouvelle série | Lauréat |            | [ 22 ] |

## Guild Awards

### Directors Guild of America Awards
| Année | Award                   | Pour         | Résultat   | Réf    |
| ----- | ----------------------- | ------------ | ---------- | ------ |
| 2014  | Série télévisée comique | Jodie Foster | Nomination | [ 23 ] |

### Screen Actors Guild Awards
| Année | Award                                                   | Pour      | Résultat   | Réf    |
| ----- | ------------------------------------------------------- | --------- | ---------- | ------ |
| 2015  | Meilleure actrice dans une série télévisée comique      | Uzo Aduba | Lauréat    | [ 24 ] |
| 2015  | Meilleure distribution pour une série télévisée comique |           | Lauréat    | [ 24 ] |
| 2016  | Meilleure actrice dans une série télévisée comique      | Uzo Aduba | Lauréat    | [ 25 ] |
| 2016  | Meilleure distribution pour une série télévisée comique |           | Lauréat    | [ 25 ] |
| 2017  | Meilleure actrice dans une série télévisée comique      | Uzo Aduba | Nomination | [ 26 ] |
| 2017  | Meilleure distribution pour une série télévisée comique |           | Lauréat    | [ 26 ] |

### Writers Guild of America Awards
| Année | Award                                               | Pour | Épisode                     | Résultat   | Réf    |
| ----- | --------------------------------------------------- | --- | --------------------------- | ---------- | ------ |
| 2013  | Meilleur scénario pour une série télévisée comique  | - Liz Friedman - Sian Heder - Tara Herrmann - Sara Hess - Nick Jones - Jenji Kohan - Gary Lennon - Lauren Morelli - Marco Ramirez |                             | Nomination |        |
| 2013  | Meilleur scénario pour une nouvelle série télévisée | - Liz Friedman - Sian Heder - Tara Herrmann - Sara Hess - Nick Jones - Jenji Kohan - Gary Lennon - Lauren Morelli - Marco Ramirez |                             | Nomination |        |
| 2013  | Meilleur épisode comique                            | - Liz Friedman - Jenji Kohan | Les paris sont ouverts      | Nomination |        |
| 2013  | Meilleur épisode comique                            | Sian Heder | Traitement de faveur refusé | Nomination |        |
| 2014  | Meilleur scénario pour une série télévisée comique  | - Sian Heder - Tara Herrmann - Sara Hess - Jenji Kohan - Lauren Morelli - Stephen Falk - Nick Jones - Alex Regnery - Hartley Voss |                             | Nomination | [ 27 ] |
| 2014  | Meilleur scénario pour un épisode comique           | Nick Jones | Les paris sont ouverts      | Nomination | [ 27 ] |

## Other associations

### ALMA Awards
| Année | Award                             | Pour           | Résultat |
| ----- | --------------------------------- | -------------- | -------- |
| 2014  | Special Achievement in Television | Dascha Polanco | Lauréat  |
| 2014  | Special Achievement in Television | Selenis Leyva  | Lauréat  |

### American Cinema Editors Awards
| Année | Award                               | Pour          | Résultat   | Réf |
| ----- | ----------------------------------- | ------------- | ---------- | --- |
| 2016  | Best Edited Longform for Television | William Turro | Nomination |     |

### Artios Awards
| Année | Award                                                         | Pour                                 | Résultat   | Réf    |
| ----- | ------------------------------------------------------------- | ------------------------------------ | ---------- | ------ |
| 2014  | Outstanding Achievement in Casting – Television Series Comedy | Jennifer Euston and Emer O'Callaghan | Lauréat    |        |
| 2014  | Outstanding Achievement in Casting – Television Pilot Comedy  | Jennifer Euston                      | Lauréat    |        |
| 2015  | Outstanding Achievement in Casting – Television Series Comedy | Jennifer Euston and Emer O'Callaghan | Nomination | [ 28 ] |
| 2016  | Outstanding Achievement in Casting – Television Series Comedy | Jennifer Euston and Emer O'Callaghan | Nomination | [ 29 ] |
| 2017  | Outstanding Achievement in Casting – Television Series Comedy | Jennifer Euston and Emer O'Callaghan | Nomination |        |

### Dorian Awards
| Année                     | Award                     | Pour   | Résultat | Réf |
| ------------------------- | ------------------------- | ------ | -------- | --- |
| 2013                      | TV Drama of the Year      |        | Lauréat  |     |
| 2013                      | LBGTQ TV Show of the Year | [ 30 ] | Lauréat  |     |
| 2015                      | LBGTQ TV Show of the Year |        | Lauréat  |     |
| 2015                      | TV Drama of the Year      |        | Lauréat  |     |
| 2017                      |                           |        |          |     |
| LGBTQ TV Show of the Year | Nomination                |        |          |     |

### Hollywood Music in Media Awards
| Année | Award                                           | Pour          | Résultat   |
| ----- | ----------------------------------------------- | ------------- | ---------- |
| 2016  | Best Outstanding Music Supervision - Television | Bruce Gilbert | Nomination |

### GLAAD Media Awards
| Année | Award                     | Pour      | Résultat   | Réf |
| ----- | ------------------------- | --------- | ---------- | --- |
| 2015  | Outstanding Comedy Series | Producers | Nomination |     |
| 2016  | Outstanding Comedy Series | Producers | Nomination | ,   |

### Gold Derby Awards
| Catégorie                      | Pour | Saison 1   | Saison 2   | Saison 3   |
| ------------------------------ | --- | ---------- | ---------- | ---------- |
| Best Comedy Series             | - Jenji Kohan - Sara Hess - Michael Trim - Lisa I. Vinnecour - Gary Lennon - Tera Herrmann - Neri Kyle Tannenbaum | Lauréat    |            |            |
| Best Drama Series              | - Jenji Kohan - Sara Hess - Michael Trim - Lisa I. Vinnecour - Gary Lennon - Tera Herrmann - Neri Kyle Tannenbaum |            | Nomination |            |
| Best Comedy Actress            | Taylor Schilling                                                                                                  | Nomination |            |            |
| Best Comedy Supporting Actress | Danielle Brooks                                                                                                   | Nomination |            |            |
| Best Comedy Supporting Actress | Kate Mulgrew | Lauréat    |            |            |
| Best Drama Supporting Actress  | Lorraine Toussaint                                                                                                |            | Nomination |            |
| Best Comedy Guest Actor        | Pablo Schreiber                                                                                                   | Lauréat    |            |            |
| Best Drama Guest Actor         | Pablo Schreiber                                                                                                   |            | Nomination |            |
| Best Comedy Guest Actress      | Uzo Aduba | Lauréat    |            |            |
| Best Comedy Guest Actress      | Laverne Cox | Nomination |            |            |
| Best Comedy Guest Actress      | Taryn Manning | Nomination |            |            |
| Best Drama Guest Actress       | Natasha Lyonne |            |            | Nomination |
| Best Comedy Episode            | "Can’t Fix Crazy"                                                                                                 | Lauréat    |            |            |
| Best Comedy Episode            | "I Wasn’t Ready"                                                                                                  | Nomination |            |            |
| Best Drama Episode             | "40 Oz. of Furlough"                                                                                              |            | Nomination |            |
| Best Drama Episode             | "We Have Manners. We’re Polite"                                                                                   |            | Nomination |            |
| Ensamble of the Year           | Cast | Lauréat    | Nomination | Nomination |
| Références                     | Références | [ 33 ]     | [ 34 ]     | [ 35 ]     |

### IGN Awards
| Année | Award                    | Pour      | Résultat   |
| ----- | ------------------------ | --------- | ---------- |
| 2016  | Best Streaming Exclusive | Producers | Nomination |

### NAACP Image Awards
| Année | Award                                               | Pour               | Résultat   | Réf    |
| ----- | --------------------------------------------------- | ------------------ | ---------- | ------ |
| 2015  | Meilleure série comique                             | Producers          | Nomination | [ 36 ] |
| 2015  | Meilleure actrice dans une série comique            | Uzo Aduba          | Nomination | [ 36 ] |
| 2015  | Meilleur second rôle féminin dans une série comique | Adrienne C. Moore  | Nomination | [ 36 ] |
| 2015  | Meilleur second rôle féminin dans une série comique | Lorraine Toussaint | Nomination | [ 36 ] |
| 2015  | Meilleur second rôle féminin dans une série comique | Laverne Cox        | Nomination | [ 36 ] |
| 2015  | Meilleur scénariste pour une série dramatique       | Sara Hess          | Lauréat    | [ 36 ] |
| 2016  | Meilleure série comique                             | Producers          | Nomination | [ 37 ] |
| 2016  | Meilleure actrice dans une série comique            | Uzo Aduba          | Nomination | [ 37 ] |
| 2016  | Meilleur second rôle féminin dans une série comique | Danielle Brooks    | Nomination | [ 37 ] |
| 2016  | Meilleur second rôle féminin dans une série comique | Laverne Cox        | Nomination | [ 37 ] |
| 2017  | Meilleure actrice dans une série comique            | Uzo Aduba          | Nomination | [ 37 ] |
| 2017  | Meilleur second rôle féminin dans une série comique | Laverne Cox        | Nomination | [ 37 ] |

### Online Television and Film Television Association Awards
| Année | Award                                      | Pour             | Résultat   | Réf    |
| ----- | ------------------------------------------ | ---------------- | ---------- | ------ |
| 2014  | Best Comedy Series                         | Producers        | Nomination | ,      |
| 2014  | Best Actress in a Comedy Series            | Taylor Schilling | Nomination | ,      |
| 2014  | Best Supporting Actress in a Comedy Series | Kate Mulgrew     | Nomination | ,      |
| 2014  | Best Guest Actress in a Comedy Series      | Uzo Aduba        | Nomination | ,      |
| 2014  | Best Guest Actress in a Comedy Series      | Laverne Cox      | Nomination | ,      |
| 2014  | Best Guest Actress in a Comedy Series      | Natasha Lyonne   | Nomination | ,      |
| 2014  | Best Ensamble in a Comedy Series           | Ensamble cast    | Nomination | ,      |
| 2014  | Best Directing in a Comedy Series          | Directors        | Nomination | ,      |
| 2014  | Best Writing in a Comedy Series            | Writers          | Nomination | ,      |
| 2014  | Best New Theme Song in a Series            | Regina Spektor   | Nomination | ,      |
| 2014  | Best New Titles Sequence                   | Designers        | Nomination | ,      |
| 2015  | Best Drama Series                          | Producers        | Nomination | [ 40 ] |
| 2015  | Best Supporting Actress in a Drama Series  | Danielle Brooks  | Nomination | [ 40 ] |
| 2015  | Best Supporting Actress in a Drama Series  | Uzo Aduba        | Nomination | [ 40 ] |
| 2015  | Best Ensamble in a Drama Series            | Ensamble cast    | Nomination | [ 40 ] |
| 2015  | Best Directing in a Drama Series           | Directors        | Nomination | [ 40 ] |
| 2015  | Best Writing in a Drama Series             | Writers          | Nomination | [ 40 ] |
| 2016  | Best Ensamble in a Drama Series            | Ensemble         | Nomination | [ 41 ] |

### People's Choice Awards
| Année | Award                                       | Pour             | Résultat   | Réf    |
| ----- | ------------------------------------------- | ---------------- | ---------- | ------ |
| 2015  | Série comique-dramatique préférée           | Producteurs      | Lauréat    | [ 42 ] |
| 2017  | Série de prime dramatique du câble préférée | Producteurs      | Lauréat    | [ 43 ] |
| 2017  | Actrice de prime préférée d'une série       | Taylor Schilling | Nomination | [ 43 ] |

## Prix et nominations pour les acteurs
| Acteur/Actrice     | Award | Saison 1   | Saison 2   | Saison 3   | Saison 4   |
| ------------------ | --- | ---------- | ---------- | ---------- | ---------- |
| Uzo Aduba          | Primetime Emmy Award de la meilleure actrice invitée dans une série télévisée comique                            | Lauréate   |            |            |            |
| Uzo Aduba          | Critics' Choice Television Award du meilleur invité dans une série télévisée comique                             | Lauréate   |            |            |            |
| Uzo Aduba          | Satellite Award de la meilleure actrice dans un second rôle dans une série télévisée                             | Nomination |            |            |            |
| Uzo Aduba          | Online Television and Film Television Award de la meilleure actrice invitée dans une série télévisée comique     | Nomination |            |            |            |
| Uzo Aduba          | Gold Derby Award de la meilleure actrice invitée dans une série télévisée comique                                | Lauréat    |            |            |            |
| Uzo Aduba          | Screen Actors Guild Award de la meilleure actrice dans une série télévisée comique                               |            | Lauréat    | Lauréat    | Nomination |
| Uzo Aduba          | NAACP Image Award de la meilleure actrice dans une série comique                                                 |            | Nomination | Nomination | Nomination |
| Uzo Aduba          | Golden Globe de la meilleure actrice dans un second rôle                                                         |            | Nomination | Nomination |            |
| Uzo Aduba          | Primetime Emmy Award de la meilleure actrice dans un second rôle dans une série télévisée comique                |            | Lauréat    |            |            |
| Uzo Aduba          | Online Television and Film Television Award de la meilleure actrice dans un second rôle                          |            | Nomination |            |            |
| Taylor Schilling   | Satellite Award de la meilleure actrice dans une série télévisée musicale ou comique                             | Lauréate   | Nomination | Lauréat    | Lauréat    |
| Taylor Schilling   | Primetime Emmy Award de la meilleure actrice dans une série télévisée comique                                    | Nomination |            |            |            |
| Taylor Schilling   | Golden Globe de la meilleure actrice dans une série télévisée dramatique                                         | Nomination |            |            |            |
| Taylor Schilling   | Online Television and Film Television Award de la meilleure actrice dans une nouvelle série                      | Nomination |            |            |            |
| Taylor Schilling   | Gold Derby Award de la meilleure actrice comique                                                                 | Nomination |            |            |            |
| Taylor Schilling   | Golden Globe de la meilleure actrice dans une série télévisée musicale ou comique                                |            | Nomination |            |            |
| Laverne Cox        | Primetime Emmy Award de la meilleure actrice invitée dans une série télévisée comique                            | Nomination |            |            |            |
| Laverne Cox        | Critics' Choice Television Award de la meilleure actrice dans un second rôle                                     | Nomination |            |            |            |
| Laverne Cox        | Online Television and Film Television Award de la meilleure actrice dans une série dramatique                    | Nomination |            |            |            |
| Laverne Cox        | Gold Derby Award for Best Comedy Guest Actress                                                                   | Nomination |            |            |            |
| Laverne Cox        | NAACP Image Award de la meilleure actrice dans un second rôle dans une série comique                             | Nomination |            | Nomination | Nomination |
| Kate Mulgrew       | Primetime Emmy Award de la meilleure actrice dans un second rôle dans une série télévisée comique                | Nomination |            |            |            |
| Kate Mulgrew       | Critics' Choice Movie Award de la meilleure actrice dans un second rôle                                          | Lauréat    |            |            |            |
| Kate Mulgrew       | Online Television and Film Television Award de la meilleure actrice dans un second rôle                          | Nomination |            |            |            |
| Kate Mulgrew       | Gold Derby Award for Best Comedy Supporting Actress                                                              | Lauréat    |            |            |            |
| Natasha Lyonne     | Primetime Emmy Award de la meilleure actrice invitée dans une série télévisée comique                            | Nomination |            |            |            |
| Natasha Lyonne     | Online Television and Film Television Award de la meilleure actrice                                              | Nomination |            |            |            |
| Natasha Lyonne     | Gold Derby Award de la meilleure actrice dramatique                                                              |            |            | Nomination |            |
| Lorraine Toussaint | Critics' Choice Television Award de la meilleure actrice dans un second rôle dans une série télévisée dramatique |            | Lauréat    |            |            |
| Lorraine Toussaint | NAACP Image Award de la meilleure actrice dans un second rôle dans une série comique                             |            | Nomination |            |            |
| Lorraine Toussaint | Gold Derby Award for Best Drama Supporting Actress                                                               |            | Nomination |            |            |
| Pablo Schreiber    | Primetime Emmy Award du meilleur acteur invité dans une série télévisée dramatique                               |            | Nomination |            |            |
| Pablo Schreiber    | Gold Derby Award for Best Drama Guest Actor                                                                      |            | Nomination |            |            |
| Danielle Brooks    | Online Film and Television Association Award de la meilleure actrice dans une série dramatique                   |            | Nomination |            |            |
| Danielle Brooks    | NAACP Image Award de la meilleure actrice dans un second rôle dans une série comique                             |            |            | Nomination |            |

## Critique
Top 10 des critiques américains par année
| 2013 |
| --- |
| - 1er — Boob Tube Dude - 1er — The Daily Beast - 1reThe Boston Globe - 2e : Film School Rejects (en) - 2e — HitFix - 2e — Indiewire - 2e — Los Angeles Times - 2e — San Francisco Chronicle - 2e — Washington Post - 3e — PopMatters - 3e — Slate - 3e — Time - 4e — Complex - 4e — Entertainment Weekly (Melissa Maerz) - 4e — Paste - 5e — Grantland - 5e — Lincoln Journal Star - 6e — Entertainment Weekly (Jeff Jensen) - 6e — New York Vulture - 6e — Philadelphia Daily News - 6e — Pittsburgh Post-Gazette - 8e — The Austin Chronicle - 8e — Filmmaker Magazine - 8e — Houston Chronicle - 8e — The Oregonian - 9e — National Public Radio - 10e — NPR Fresh Air - — Huffington Post - — IGN - — RedEye Chicago |

| 2014 |
| --- |
| - 2e — The Star-Ledger - 3e — Akron Beacon Journal - 3e — HitFix (Dan Fienberg) - 3e — Indiewire' - 3e — Las Vegas Weekly - 3e — Pittsburgh Post-Gazette - 3e — Tampa Bay Times - 3e — Village Voice - 4e — Paste - 4e — PopMatters - 4e — Time - 4e — Us Weekly - 5e — The Denver Post - 5e — Uncle Barky - 6e — The Daily Beast - 6e — HitFix (Alan Sepinwall) - 6e — National Public Radio - 6e — Sioux City Journal - 7e — The Hollywood Reporter - 7e — San Jose Mercury News - 7e — Vox - 8e — Slate - 8e — Thompson on Hollywood! - 9e — Digital Spy - 10e — The Washington Post - — Huffington Post - — Philadelphia Daily News - — ScreenCrush |

| 2015                                                                              |
| --------------------------------------------------------------------------------- |
| - 8e — Philadelphia Daily News - 8e — Village Voice - — The Atlantic - — The Week |